# 開羅 (喬治亞州)
開羅（英語：Cairo）是一個位於美國喬治亞州格雷迪縣的城市。根據2010年美國人口普查，該地人口為9607人，而該地的面積約為25.40平方千米。同時該地也是格雷迪縣的縣治。

## 地理
開羅的座標為30°52′39″N 84°12′05″W / 30.87750°N 84.20139°W，而該地的平均海拔高度為74米（即243英尺）。